# Muerte en Buenos Aires
Muerte en Buenos Aires es una película argentina de género policial que se estrenó el 15 de mayo de 2014, dirigida por Natalia Meta y protagonizada por Demián Bichir, Chino Darín, Mónica Antonópulos, Carlos Casella, Hugo Arana,  Jorgelina Aruzzi,  Emilio Disi, Fabián Arenillas, Humberto Tortonese, Gino Renni, Martin Wullich y la participación especial de Luisa Kuliok.
Ambientada en la década de 1980, la película fue rodada íntegramente en Buenos Aires durante los meses de enero y febrero de 2013.  

## Sinopsis
Buenos Aires, años ochenta. El inspector Chávez, un hombre de familia y rudo policía, queda a cargo de la investigación de un homicidio en la alta sociedad porteña. En la escena del crimen conoce al agente Gómez, alias El Ganso, un atractivo policía novato que se convierte en su mano derecha y al que usa como señuelo para atrapar al asesino.

## Elenco
- Demián Bichir como inspector Chávez
- Chino Darín como oficial "El Ganso" Gómez, un joven agente
- Mónica Antonópulos como Dolores Petric, oficial y compañera de Chávez
- Carlos Casella como Carlos "Kevin" González, cantante de Manila
- Emilio Disi como juez Morales
- Jorgelina Aruzzi como Ana, esposa de Chávez
- Hugo Arana como comisario Sanfilippo
- Luisa Kuliok como Blanca Figueroa Alcorta, hermana de la víctima
- Humberto Tortonese como Calígula Moyano, dueño de la disco Manila
- Gino Renni como el sastre
- Fabián Arenillas como doctor Anchorena, médico forense
- Nehuen Penzotti como  Miguel, hijo del inspector Chávez
- Martín Wullich como Jaime "Copito" Figueroa Alcorta

## Recepción
La película recibió críticas mixtas. En Todas Las Críticas recibió un 54 % de aprobación, donde de 39 críticas solo 21 eran positivas.